# Thamnochortus fruticosus
Thamnochortus fruticosus är en gräsväxtart som beskrevs av Peter Jonas Bergius. Thamnochortus fruticosus ingår i släktet Thamnochortus och familjen Restionaceae. Inga underarter finns listade i Catalogue of Life.